# Mesquita de Nuruosmaniye
A Mesquita de Nuruosmaniye (em turco: Nuruosmaniye Camii) é uma mesquita otomana situada no bairro de Çemberlitaş, distrito de Fatih, Istambul, Turquia. Construída entre 1749 e 1755, é considerada uma dos melhores exemplos de mesquitas em estilo otomano barroco.
O sultão Mamude I encarregou os arquitetos Mustafá Aga ae Simão Calfa da construção da mesquita, a qual foi terminada já no reinado de Osmã III, irmão e sucessor de Mamude. Além do estilo barroco, a mesquita tem a peculiaridade de não ter fonte de abluções (şadırvan).
A mesquita encontra-se junto a uma das entradas do Kapalıçarşı (Grande Bazar), da Coluna de Constantino e da Mesquita de Atik Ali Paxá.